# Астерофора
Астеро́фора (лат. Asterophora) — род пластинчатых грибов семейства Lyophyllaceae.

## Виды
Наиболее известны 2 вида.
Астерофора дождевиковидная — несъедобный гриб, паразитирующий на сыроежках и скрипицах. У молодых грибов шляпка беловатая, полушаровидная, у зрелых — колокольчатая, палево-жёлтая. Край шляпки загнутый. Пластинки редкие, у молодых грибов светло-коричневые, у зрелых — светло-бурые. Ножка обычно белая. Мякоть серая или коричневая, с прогорклым запахом. Споры белые.
Астерофора паразитная — несъедобный гриб, паразитирующий на сыроежках и млечниках. У молодых грибов шляпка сероватая, полушаровидная, у зрелых — колокольчатая, серо-коричневая. Край шляпки неровный. Пластинки редкие, коричневые. Ножка беловатая, со светло-коричневыми пятнами. Мякоть коричневатая.